# Маја Рајковић
Маја Рајковић (Београд, 1965) је редовни професор уметности на Факултету музичке уметности у Београду.

## Биографија
Дипломирала је на Академији уметности у Новом Саду у класи Константина Богиноа. Завршила је Школу за високо музичко усавршавње у Портогруару, Италија, код истог професора, где се усавршвавла у области клавира и камерне музике. Магистрирала је у класи Душана Трбојевића на Факултету музичке уметности у Београду, где је и запослена као редовни професор на катедри за клавир. Докторирала на теми Полифони начин музичког мишљења на Факултету музичке уметности у Београду. 
Добитник је треће награде на Интернационалном пијанистичком конкурсу Царло Солива у Италији 1984. године. Финалиста је конкурса Рахмањинов ’93. На 24. Међународном такмичењу Музичке омладине освојила је трећу награду жирија и специјалну награду публике. Добитник је Сребрне медаље Универзитета уметности за изузетно уметничко достигнуће на концертном подијуму, награде Извођач године за 2013. годину коју додељује ревија Музика Класика, Награде УМУС-а за најбоље музичко остварење у 2020. години, Награде Александар Павловић Удружења компотитора Србије 2021. године.